# Rodion Ossijewitsch Kusmin
Rodion Ossijewitsch Kusmin (russisch Родион Осиевич Кузьмин; * 10. Novemberjul. / 22. November 1891greg. in Wizebsk; † 24. März 1949 in Leningrad) war ein sowjetischer Mathematiker.

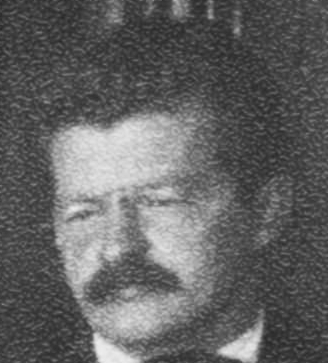
Rodion Kusmin (1926)

## Leben
Kusmin besuchte eine Schule in Wizebsk und studierte ab 1910 Physik und Mathematik an der Universität Sankt Petersburg, wo er 1916 seinen Abschluss machte. Im gleichen Jahr heiratete er Elisabeth Svyatogor. Im Jahr 1918 zog die Familie nach Perm, wo Kusmin an der Universität unterrichtete und 1921 Professor wurde. Nach der Rückkehr nach Sankt Petersburg im Jahr 1922 unterrichtete er an mehreren Universitäten und wurde Professor am Polytechnischen Institut. 1928 bewies er einen Satz über die Verteilung der Kettenbruchnenner fast aller reeller Zahlen, der auf Carl Friedrich Gauß zurückgeht (heute Satz von Gauß-Kusmin genannt), 1930 erweiterte er eine Methode von Alexander Gelfond für die Bestimmung der Transzendenz einer Zahl, wodurch zum Beispiel die Transzendenz {\displaystyle \alpha ^{\sqrt {d}}}, mit {\displaystyle \alpha } einer algebraischen Zahl und {\displaystyle d} einer natürlichen Zahl, die kein Quadrat ist, und speziell von 2√2 bewiesen war. Letzteres war eines der Beispiele die David Hilbert im siebten Hilbertschen Problem aufführte, zu dessen Lösung Kusmin damit beitrug. Ab 1930 leitete Kusmin das Institut für Hydraulik (Teil des Mathematischen Instituts der Polytechnischen Universität), und nach einer Neuorganisation wurde er 1934 Professor am Mathematischen Institut, das von Sergei Bernstein geleitet wurde.
Während der Belagerung Leningrads wurde die Familie 1942 in die Gegend von Omsk, 1943 nach Bijsk und 1944 nach Ramon bei Woronesch evakuiert. In dieser Zeit überarbeitete er die Aufgabensammlung zur höheren Mathematik (aufbauend auf der früheren Version von Nikolai Günter).
Im Februar 1945 kehrte Kusmin nach Leningrad zurück und leitete das Mathematische Institut der Polytechnischen Universität.
Er war ab 1946 korrespondierendes Mitglied der Sowjetischen Akademie der Wissenschaften. Kusmin schrieb mehr als 50 mathematische Arbeiten.

## Schriften
- mit N. M. Günter: Aufgabensammlung zur Höheren Mathematik. 2 Bände (= Hochschulbücher für Mathematik. Bd. 32 und 33). Deutscher Verlag der Wissenschaften, Berlin 1957 (russisches Original 1946, eine frühere Ausgabe von N. M. Günter stammt aus dem Jahr 1909[2])